# Waipukurau
Waipukurau és el poble més gran del districte de Central Hawke's Bay a la costa est de l'Illa del Nord de Nova Zelanda. Està situat 50 quilòmetres al sud-oest de Hastings, al costat del riu Tukituki. El 2019 hi vivien 4.390 persones.